# كاثلين هانا
كاثلين هانا (بالإنجليزية: Kathleen Hanna)‏ (مواليد 12 نوفمبر 1968 في أوريغون)، هي مغنية وموسيقية وناشطة نسوية أمريكية بدأت مسيرتها الفنية عام 1990. في بدايات إلى أواسط التسعينات كانت قائدة الفرقة الموسيقية «بيكيني كيل»، قبل أن تلتحق بفرقة «لي تيغر» في أواخر التسعينات حتى أوائل الألفية الجديدة. أطلق فيلم وثائقي عن حياتها ومسيرتها الفنية ومعاناتها من مرض داء لايم، وتم اطلاق الفيلم سنة 2013، وهو من إخراج سيني أندرسون.

## وصلات خارجية
- كاثلين هانا على موقع IMDb (الإنجليزية)
- كاثلين هانا على موقع ميوزك برينز (الإنجليزية)
- كاثلين هانا على موقع رولينغ ستون (الإنجليزية)
- كاثلين هانا على موقع إن إن دي بي (الإنجليزية)
- كاثلين هانا على موقع أول ميوزيك (الإنجليزية)
- كاثلين هانا على موقع ديسكوغز (الإنجليزية)
- كاثلين هانا على موقع قاعدة بيانات الفيلم (الإنجليزية)
- الموقع الرسمي